# Valérie Domain
Valérie Domain, née en 1966 dans le Val-d'Oise, est une journaliste et une écrivaine française, fondatrice du média sur le sport et les femmes ÀBLOCK! ablock.fr et de son agence éditoriale ÀBLOCK!Studio. Elle est également conférencière, experte des problématiques de la femme active, la mixité, l'égalité femme-homme, notamment au sein de la sphère sportive.

## Biographie
Journaliste au sein de plusieurs rédactions, elle écrit parallèlement des ouvrages : après un premier essai récréatif Bisou, maman va travailler !, Valérie Domain publie plusieurs documents parmi lesquels une biographie de Cécilia Sarkozy pour les éditions First qui crée la polémique. Censurée, elle est finalement publiée par Fayard malgré de fortes pressions dont certaines venant directement de Nicolas Sarkozy (selon un article du Canard enchaîné paru le 16 novembre 2005), sous forme de roman à clés  qui prendra le titre de "Entre le cœur et la raison" en 2006. 

Ensuite, Valérie Domain se lance avec succès dans la littérature féminine humoristique en 2011. Son héroïne, Lisa, est l'une des reines de la nouvelle chick lit à la française.
Elle fonde son agence éditoriale Créative CulturElle puis lance le site "sociétal" sur la place de la femme dans le sport : ÀBLOCK! Le sport qui fait bouger les lignes (ablock.fr) soutenu par le ministère de la Culture, ainsi que la 1re agence de création de contenus sur le sport et les femmes ÀBLOCK!Studio.

## Carrière
Fraîchement diplômée de l'ESJ, elle entre en 1990 au service Politique puis Informations générales de France-Soir avant de rejoindre comme grand-reporter les services Spectacle et Média du quotidien. 
En 2000, elle est recrutée par le magazine Gala comme chef des infos avant de créer et lancer le site gala.fr dont elle est la rédactrice en chef. 
Elle rejoint, en 2010, l'équipe du premier site féminin mondial aufeminin.com comme directrice éditoriale.
Avant d'entrer au Nouvel Observateur comme rédactrice en chef adjointe du pôle Féminin/Tendance du site nouvelobs.com et l'une des chroniqueuses de l'espace participatif, Le Plus.
En juin 2013, conseillère éditoriale dans les médias, elle créé sa structure, Créative CulturElle, agence éditoriale et créatrice de contenus pour tous supports, du print au digital. Elle est également conférencière sur les problématiques de l'égalité homme-femme dans la vie active.
En 2020, elle lance un nouveau média "sociétal", ÀBLOCK! Le sport qui fait bouger les lignes (www.ablock.fr) autour du sport au féminin visant à inspirer les femmes et les inciter à pratiquer un sport. 

## Œuvres
- Vivre selon ses valeurs comme Cléopatre Darleux, collection ÀBLOCK!, Leduc.s, 2022
- Prendre son envol avec Octavie Escure, collection ÀBLOCK!, Leduc.s, 2022
- Au secours, maman veut tout changer !, Chiflet&Cie, 2013
- Attention, maman va craquer !, Chiflet&Cie, 2011
- Total Look, la garde-robe des femmes politiques décryptée, Éditions Hugo & Cie, 2010
- Une soirée chez les Pipoles, Fayard, 2007
- Entre le cœur et la raison, Fayard, 2006
- Femmes de, filles de : Portraits de femmes d'influence, First, 2005
- Bisou, maman va travailler !, Hors Collection, 2004
- En tant que co-auteure avec le Dr Alexandra Dalu : Les 100 idées reçues qui vous empêchent d'aller bien, Leduc.s, 2015